# Dudki (województwo podlaskie)
Dudki – wieś w Polsce położona w województwie podlaskim, w powiecie monieckim, w gminie Mońki.
Wieś królewska w starostwie knyszyńskim w ziemi bielskiej województwa podlaskiego w 1795 roku. W latach 1975–1998 miejscowość administracyjnie należała do województwa białostockiego.
Licząca 177 mieszkańców wieś Dudki (stan na dzień 25.03.2009 r.), jest niewielką miejscowością w powiecie monieckim na granicy gmin Mońki i Knyszyn. Wzdłuż pól mieszkańców wsi Dudki przechodzi granica gmin – mieszkańcy Dudek należą do gminy Mońki, sąsiedzi zza miedzy – Guzy – do gminy Knyszyn.
Dudki leżą w kierunku północno-zachodnim od Białegostoku (w odległości 35 km), w kierunku południowo-wschodnim od Moniek (10 km) i od Knyszyna na północny zachód (10 km). Wieś sąsiaduje z:
- Sikorami (1,5 km),
- Kropiewnicą,
- Guzami,
- Kalinówką Kościelną (z kościołem pw. św. Anny),
- Przytulanką,
- Rusakami,
- Jeziorem Zygmunta Augusta.

Wieś jest rozproszona – wielu jej mieszkańców mieszka na tzw. koloniach. Wieś stanowi sołectwo. Oddzielne sołectwo stanowi wieś Dudki Kolonia.
Wierni kościoła rzymskokatolickiego należą do parafii św. Anny w Kalinówce Kościelnej.